# تاريخ حقوق النساء في جنوب إفريقيا
على مدى معظم تاريخ جنوب أفريقيا، عُوملت النساء كمواطنات من الدرجة الثانية. ورغم تعرّض جميع النساء للحرمان، فقد واجهت النساء السوداوات صراعات إضافية بسبب نظام الفصل العنصري. لعبت النظم القانونية دورًا كبيرًا في الاضطهاد المنهجي لنساء جنوب أفريقيا. بالإضافة إلى ذلك، تعاني جنوب أفريقيا من معدلات مرتفعة للغاية من الاغتصاب والعنف الجنسي.

## التاريخ

### التمييز على أساس العرق

#### النساء السوداوات
قبل اعتماد أحدث شرعة لحقوق الإنسان، بدأ كفاح نساء جنوب أفريقيا مبكرًا منذ عام 1913، عندما بدأت النساء السوداوات في الاحتجاج على إجبارهنّ على حمل بطاقات هوية (لم يكن على النساء البيضاوات حمل تلك البطاقات). في عام 1918، أنشأت شارلوت ماكسيك أول منظمة نسائية رسمية، كان اسمها «رابطة نساء بانتو». كانت شارلوت ماكسيك أول امرأة سوداء تحصل على شهادة من جامعة ويلبرفورس. كما ساهمت نونتسيزي ماكغويثو في النهوض بحقوق المرأة في العشرينيات من القرن الماضي من خلال كتاباتها وأشعارها التي تعكس الانتقادات المُوجهة من قبل ماكسيك. وقد ساهمت كلتاهما في الصحافة السوداء. وجادلتا بضرورة تمزيق فكرة عمومية المرأة السوداء. كانت البيئة المنزلية تُعتبر عالم المرأة، أما خارج المنزل فكان يُعتبر عالم الرجل. ولذلك، لم تُعتبر مساهمات النساء السوداوات رؤىً فكرية. بفضل خبرة ماكسيك السياسية والتعليمية ومكانتها الطبقية، وقرب ماكغويثو من الصحافة، فقد تمكنتا من نشر آرائهما علنًا، الأمر الذي كان شديد الصعوبة في ذلك الوقت. كانتا تتحدثان في مجتمع لا يرى أي شخص أسود البشرة مستحقًا لأن يكون مواطنًا. علاوة على ذلك، قاتلتا أيضًا «المؤتمر الوطني للسكان الأصليين في جنوب أفريقيا»- وهو حزب كان يضم الرجال السود ويستبعد النساء السوداوات.
في ثلاثينيات وأربعينيات القرن الماضي، كان هناك العديد من الاحتجاجات الجماهيرية والمظاهرات وحملات المقاومة التي شاركت فيها النساء. قبل عام 1943، كان المؤتمر الوطني الأفريقي منظمة مؤسسة من قبل الرجال وتقبل الرجال فقط. أظهر كفاح النساء من عام 1913 وحتى 1943 أن النساء كنّ أيضًا من المتأثرين بالاستعمار. في عام 1943، فتح حزب المؤتمر الوطني الأفريقي أبوابه لانضمام النساء. في عام 1948، تشكلت «رابطة نساء المؤتمر الوطني الأفريقي» وأصبحت آيدا منتوانا أول رئيسة للرابطة. في عام 1952، شاركت العديد من النساء السوداوات في جنوب إفريقيا في حملة التحدي، والتي تضمنت الخرق المتعمّد لقوانين الفصل العنصري. طلب تحالف الكونغرس من «رابطة نساء المؤتمر الوطني الأفريقي» المساعدة في إنشاء مؤتمر الشعب لعام 1955.
في ذلك المؤتمر، أُنشئ ميثاق الحرية الذي سمح للنساء بالتعبير عن احتياجاتهن وإدراج طلباتهن. ولكن، وفي عام 1955 قُدّمت القوانين التجاوزية مرة أخرى. ونُظّمت مظاهرات احتجاجًا على هذه القوانين. في 9 أغسطس 1956، سار الآلاف من النساء إلى مبنى الاتحاد للتظاهر وذلك بتخطيط من «اتحاد نساء جنوب أفريقيا». في ذلك اليوم، احتفلت نساء جنوب أفريقيا بأول يوم لحرية المرأة في جنوب أفريقيا. نظّم حزب المؤتمر الوطني الأفريقي جعل ذلك اليوم عطلة من كل سنة احتفالًا بالاحتجاجات التي بدأت في 9 أغسطس 1913 ضد بطاقات الهوية التي كان يجب على السود حملها. في عام 1960، حُظر المؤتمر الوطني الأفريقي، وتوقف التقدم والمظاهرات التي كانت تنظمها النساء. وقد تشكلت منظمات إقليمية أخرى، نظرًا لذهاب العديد من النساء إلى المنفى ولأن اللواتي بقين لم يكنّ قادرات على تنظيم أي شيء. ما إن رُفع الحظر عن حزب المؤتمر الوطني الأفريقي في عام 1990، جمعت «رابطة نساء المؤتمر الوطني الأفريقي» جميع المنظمات لتشكيل «الائتلاف الوطني للنساء» في عام 1991.  وقد اكتمل ميثاق المرأة في عام 1994 وأُدرجَت أوجه الاهتمام ذات الصلة في شرعة الحقوق الجديدة.

### شرعة الحقوق
لم يُعترف رسميًا بجميع النساء في جنوب أفريقيا كمواطنات على قدم المساواة حتى صدور دستور جنوب أفريقيا عام 1996. في هذا الدستور، كانت هناك فقرة خاصة للنساء بعنوان «المساواة». في شرعة الحقوق هذه، تشير المواد 9 و10 و11 و12 على وجه التحديد إلى النساء كمواطنات متساويات وتطرح أساس كيفية معاملتهن. تحظر المادة (3)9 أي شكل من أشكال التمييز فيما يتعلق بالجندر، أو الميل الجنسي، أو الحالة الزواجية، أو الحمل، أو العرق، أو الثقافة. وتتبع ذلك المادتان 10 و11 اللتان تمنحان الحق في المعاملة على قدم المساواة والحق في الحياة. إحدى أهم المواد هي المادة رقم 12، والتي تنص على الحق في «التحرر من جميع أشكال العنف سواء كان من مصادر عامة أو خاصة.» بما أن العنف المنزلي كان يمثل مشكلة لجميع النساء، فإن تلك المادة تثبت وجودهنّ تحت ظل السياسة العامة أيضًا ضمن نطاق المنزل أو الأسرة.

## حقوق الفتيات في جنوب أفريقيا
في الوقت الحاضر، يحصل 96% من أطفال جنوب أفريقيا الذين تتراوح أعمارهم بين 7-13 عامًا على تعليم ابتدائي. ومع ذلك، كان هناك وقت في جنوب أفريقيا لم يكن من المعتاد فيه للمرء أن يكون قادرًا على الذهاب إلى المدرسة. وعانى العديد من الأطفال للحصول على تعليم. تواجه المدارس الحكومية العديد من التحديات، بما في ذلك تدني جودة التعليم، وتدني معنويات المعلمين، وتأثير فيروس نقص المناعة البشرية والإيدز، والبنية التحتية السيئة، ونقص المياه، وانعدام الأمن الغذائي، وسوء الصحة العامة، وقلة تقنيات التعليم الشامل، خاصة للأطفال ذوي الإعاقة. وما تزال الفتيات والشابات يبلغن عن مستويات عالية من الاعتداء الجنسي، والتخويف، والاستغلال، والقتل في مدارسهن. تفيد التقارير أن الأطفال الذين تتراوح أعمارهم بين 10 و14 عامًا هم أكثر من يتعرض للاغتصاب، وأن مدرّسيهم هم المغتصبون الأكثر شيوعًا. تُجبَر العديد من الفتيات على ترك المدارس إما بسبب الحمل أو نتيجة للتحرش. بسبب المعاملة التي تتلقاها الفتيات الصغيرات في النظام التعليمي، تنحصر أدوار النساء ضمن إمكاناتهن الاجتماعية والاقتصادية. ما يؤدي أيضًا إلى زيادة انتشار فيروس نقص المناعة البشرية إلى الفتيات الأصغر سنًا، ونتج عنه ممارسات جنسية غير آمنة في وقت لاحق من الحياة. تُسيّر الفتيات اجتماعيًا ليصبحن راعيات للمنازل وحاملات للأطفال، لذلك لا يضعن قيمة كبيرة في تعليمهن.
عندما تؤدي الفتيات أداءً جيدًا في مواد مثل الرياضيات أو العلوم، لا يحصلن على تشجيع ولا يتمتعن في الغالب بالثقة الكافية لامتهان حرف تعتمد على هذه المهارات. لا تراعي العديد من المدارس احتياجات الطفل أو الفتاة. يقع بعضها بعيدًا عن المنازل، ما يعرض الفتيات للخطر عندما يمشين من وإلى المدرسة. وقد تيتّم ما يقرب من مليون طفل تقل أعمارهم عن 15 عامًا نتيجة انتشار وباء فيروس نقص المناعة البشرية/الإيدز. غالبًا ما تترك الفتيات المدرسة لرعاية أفراد الأسرة المرضى والأشقاء الأصغر سنًا.
في عام 2003، أنشأ وزير التعليم في جنوب أفريقيا «حركة تعليم الفتيات». وهي حركة أفريقية، تدعمها اليونيسف، يعمل فيها الأطفال والشباب في المدارس والمجتمعات في جنوب أفريقيا بغية إحداث تغييرات إيجابية في حياة الفتيات والفتيان الأفريقيين. تهدف «حركة تعليم الفتيات» إلى:
- منح الفتيات المساواة في الوصول إلى التعليم.
- تحسين جودة التعليم، وخاصة في المدارس المحرومة.
- جعل البرنامج المدرسي والكتب المدرسية مراعية للاعتبارات الجندرية.
- إنشاء مدارس آمنة ومأمونة للأطفال، وخاصة الفتيات.
- العمل مع الأولاد كشركاء استراتيجيين.
- تقليل العنف القائم على النوع الاجتماعي.
- إلغاء الممارسات الثقافية المسيئة مثل الزواج المبكر.

حققت «حركة تعليم الفتيات» الكثير من النجاح في هذا المجال وساعدت أيضًا العديد من المدارس، ما جعل حياة عدد كبير من الفتيات أفضل كثيرًا. هناك الكثير من المنظمات الأخرى التي تحاول الحصول على مزيد من الحقوق العادلة للفتيات في جنوب أفريقيا.